# Mk.VII領主式輕型坦克
Mk.VII輕型坦克（A17）（英語：Light Tank Mk VII），又名領主（英語：Tetrarch），是一款由維克斯-阿姆斯特朗公司於1930年代晚期生產的輕型坦克，曾在二戰中服役。這款產品推出時是維克斯公司為英軍生產的一系列輕型坦克的最新型。它安裝了一門火力較強的QF 2磅炮來改善同公司前一代Mk VIB輕型坦克的性能。英國陸軍部最初訂購了70輛領主坦克，稍後增加到220輛。由於一些因素耽擱了生產進度，導致最後僅生產了100到177輛。
由於設計上的缺陷，加上陸軍部決定不在英國裝甲師中使用輕型坦克，使得它沒能參加北非戰役。儘管有20輛透過《租借法案》提供予蘇聯，大多數領主坦克都被留在了英國。1941年初期，英國皇家裝甲軍團新組建的三個用于海外兩栖作戰的连队，其中一个裝備了領主坦克。1942年5月，一小批領主坦克參加了馬達加斯加戰役。1942年6月，在確定其設計方案使之可以用作可空运的轻型坦克以支援英國空降部隊后，领主坦克被配属给了第一空降師。它們由專門設計的GAL.49哈米卡爾滑翔機運輸并投送至地面。但滑翔機數量不足使得它們未能參加1943年的西西里島戰役。它們转而被編入第六空降師的第六空降裝甲偵察團。
第六空降師曾在1944年6月的諾曼第登陸戰之前的空降作战中（即汤加行动）中使用大約20輛領主坦克。雖然它們藉助滑翔機成功降落，但是表現卻不盡人意。有一些坦克因事故而損毀，而那些參加戰鬥的坦克在裝甲和火力上都劣于德軍的裝甲戰鬥車輛。行动开始數天後，領主坦克不再參予与德军装甲部队的直接戰鬥，而僅用來提供火力支援。到1944年8月，大部份参与作战的領主坦克已由克倫威爾坦克替代。1944年12月，剩下的也被M22蝗蟲式輕型坦克取代。
此後，領主坦克再也沒有參加過作戰，1946年時被認為已經過時；最後一輛領主坦克在1950年退役。領主坦克還有幾種衍生型，包括阿萊克托自行火炮和Mk.VIII輕型坦克，但這些車輛都從未被英軍投入现役使用。

## 研發歷史
Mk.VII（A17）原型車的綽號叫做「帷幕」，最初由維克斯-阿姆斯特朗（Vickers-Armstrong）於1937年開始自費開發，并計劃賣給英軍或外國軍隊。按維克斯-阿姆斯特朗的計劃，設計完工後，它將會成為該公司當時最新的輕型坦克。其設計目的是克服之前的輕型坦克因為僅僅裝備機槍而帶來的火力不足的問題。維克斯公司在Mk.VII的雙人炮塔上安裝了一門 QF 2磅炮（40毫米）和一挺貝莎同軸機槍（7.92毫米）。其裝甲最厚處達到了14（0.55英寸）。原型車重達約7600千克（16800磅），由一台165馬力（123千瓦）的梅朵引擎驅動。懸掛系统由8個负重輪組成（一邊4個），不分主動輪和從動輪，極速可達64公里/時（40英里/時）。本車在設計上使用一種獨特的轉向機構和在先前的維克斯坦克中使用過的機械系統。前輪能夠轉向讓履帶彎曲，使坦克可以作小角度轉向。在進行大角度轉彎時，則回到傳統的控制方式——減慢單側履帶的轉速來轉向。使用雙重轉向系統的目的是減小坦克所承受的机械负担和动力損耗。新設計的懸掛系統中，承重桿附有緩衝的氣囊和充油的阻尼墊，每一個路輪都具有獨立減震機構。

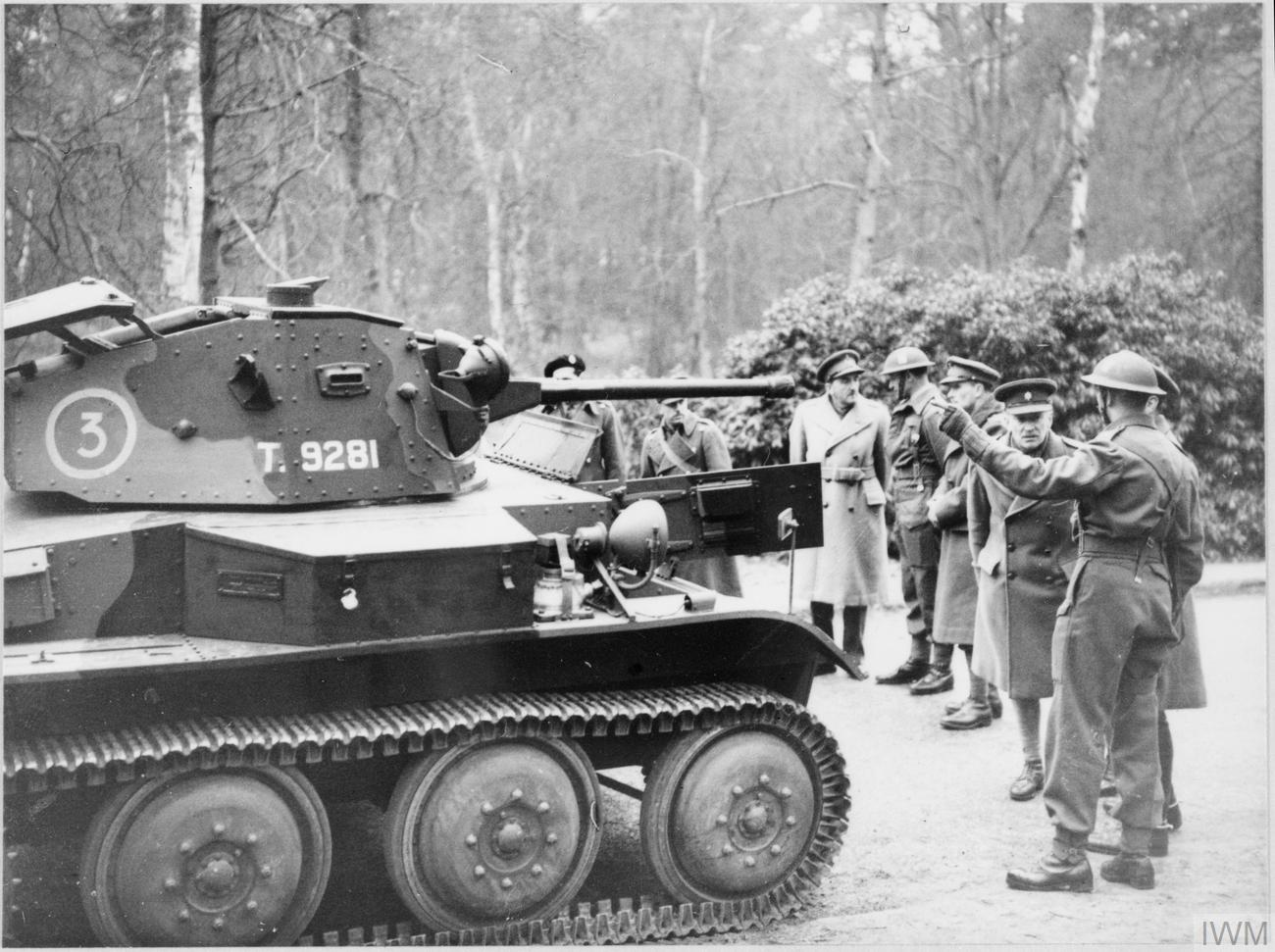
英國本土軍隊總司令艾倫·布魯克子爵於1941年在陸軍參謀學院檢視領主坦克

陸軍部在1938年5月到6月间检验了该型坦克的设计方案，并对其原型车进行了一系列測試。由於陸軍部認為前一代Mk.VI已經滿足當時的需求，於是測試領主坦克能否充当輕型巡航坦克。然而，陸軍部在測試後認為它不能作為輕型巡航坦克，因為同類的納菲爾德Mk.III巡航坦克（A13）無論在速度還是越障能力上都比它要好。儘管如此，最後還是決定有必要生產少量領主坦克，同時建议將其作為輕型坦克系列的最後一款。陸軍部遂將其編號為A17，並在要求對其進行一些包括安裝一个外置油箱（以增加行程）等小幅改動后，在1938年11月批准了其小规模生產計劃。計劃生產數目一直因為陸軍部的需求不斷發生變化而產生波動。1938年7月，陸軍部訂購了70輛。在11月的一個為期三天的會議後，訂購數增加到了120輛。在1940年7月即將開始生產時，陸軍部又把訂購數減少到一开始的70輛，之後又增加到100輛。當預計将进行生產的都城嘉慕公司（一家維克斯持有部份股份的坦克製造商）表示已經訂購了足供220輛坦克生產使用的裝甲板後，訂購數又增加到了這個數字。
但是，整個生產過程被多種因素延誤。法國戰役中英國輕型坦克的表現不佳，所以陸軍部在戰後推遲了領主坦克的訂購，決定把生產力投入到巡航坦克和步兵坦克上。由於缺乏更合適的坦克，儘管輕型坦克並非被设计用来與德軍裝甲部隊作正面交鋒，都被迫投入作戰。此舉造成的高傷亡令陸軍部不得不重新評估輕型坦克設計的適用性。戰前原本認為輕型戰車適合用於偵察任務，然而乘員更少，越野能力更好的偵察車反而更適合執行這一任務。Mk.VII坦克的組裝工廠在1941年5月納粹德國空軍的轟炸中受創，這使得它的製造又一次受到影響。這些延誤因素使得最後只有少量的Mk.VII坦克被製造出來。估計最终的製造數量應在100到177之間。依照陸軍部的命令，Mk.VII在1941年9月22日被授予了“領主”的名字。最後一批領主坦克生產於1942年的第一季度，并於当年年末交付使用。
陸軍部和英国陆军在當時得出結論：輕型坦克是一種負擔，太過脆弱以致不適合在往後的戰鬥中繼續使用，故領主坦克被視為已經過時。這一決定似乎標誌著領主的戰鬥生涯就此結束。此外，一些預備隨第八軍前往中東，準備參加北非戰役的領主坦克，因其冷卻系統被认为不能適應北非地區的炎熱環境而被留在英國本土。然而，領主坦克從戰場上消失的命運因1941年中期陸軍部的一項決議而被扭轉，1940年6月根據首相溫斯頓·邱吉爾的命令而成立新的空降部隊，領主坦克被認為可以裝配給這支新部隊。在空降部隊的裝備選擇上，陸軍部的官員認為需要将滑翔机納入建制，因為它可以運輸部隊和重型裝備（在1941年，重型裝備包括火炮和部分坦克）。運輸坦克的方案經過多次修訂後，最終在1941年5月使用滑翔機運送一輛5.5公噸（5.4長噸）重的坦克至350英里（560）外的方案獲得接受，其中，飛行器須為運輸坦克而專門設計。在1941年1月16日舉行的一次研討會上，決定讓當時仍在研發中的通用飛機公司GAL.49哈米卡爾滑翔機用於運載一輛領主坦克或是兩輛通用載具。領主坦克被選中是因為它基於一種過時的設計，所以才能空出来給空降部隊使用。
用哈米卡爾滑翔機運輸領主坦克及其乘员的訓練始於1944年1月，且都成功了。專門駕駛哈米卡爾滑翔機的滑翔機飛行團C中隊在訓練期間一共進行了2800次起降，平均每一位飛行員進行了50次起降。訓練中僅發生過3次造成傷亡的事故，共有7名飛行員喪生。在領主被重新指定為空降坦克後，設計上作出了數項調整。一些坦克上的2磅炮爲一門76.2mm步兵支援榴彈炮所替代。這些安裝榴彈炮的坦克被命名為領主 I CS（CS為Close Support之縮寫，即「近程支援」之意）。此外，仍然使用2磅炮的領主坦克的炮口上也加裝了利特爾約翰適配器以提升其炮口初速與穿甲能力。

### 缺點
領主坦克不僅在研發過程中，也在於陸軍以及空降部隊中服役時遇到諸多挫折，最大的一項是在1942年停產後剩余的領主坦克並不多，對空降部隊造成重大影響。此外，有20輛坦克根據租借法案提供給蘇聯，再加上馬達加斯加戰役的損失，使空降部隊能夠使用的數量進一步的降低。英國皇家裝甲兵團於1942年12月發佈的一份報告指出，当时只有大約50輛領主可以使用。第一空降師的指揮官喬治·F·霍普金森少将曾經在1943年1月的一份備忘錄中抱怨道，他被告知有70輛領主坦克可用，但實際上只有50輛，且沒有庫存來彌補作战中的損失。因為缺乏足够庫存，再加上陸軍部稱需要287輛空降坦克來装备第一空降師和另一個將在印度編成的未命名空降師，使得領主最終被美製M22蝗蟲式輕型坦克所替代。
另外，英軍在作戰使用中還發現了它的一些設計缺陷。因為空間狹小、只能容納3名乘員（駕駛員坐在車體內，車長和炮手則坐在炮塔內），这使得乘員太少而不能有效操作。而車長和炮手兩人，除了要做自己的本職工作外，還要充任裝填手，這使得在實戰中火炮射速下降。1941年1月的一份報告中指出，車長要同時控制射擊和駕駛，在戰鬥中幾乎不可能去指揮一隊領主坦克。同時，問題還出在安裝在2磅炮上的利特爾約翰適配器上。它雖然可以增加射程和增強穿甲能力，可是一旦安裝之後就無法卸除，而且只能發射需要特別設計的穿甲彈，這些彈藥需要時間去生產。陸軍部還認為其冷卻系統也存在缺陷，因而它無法在諸如北非、中東等地的炎熱環境下作戰。

## 服役歷史

### 租借法案
第一批領主坦克在1940年11月交付使用。領主坦克最初服役於在法國戰役中損失慘重而重組的第一裝甲師和新組建的第六裝甲師中。然而，因為坦克的冷卻系統被發現存在問題，它們未被部署到駐紮在中東、即將參加北非戰役的軍隊中。不久之後，由於被認為不適合參加以後的作戰，英國裝甲兵團的所有輕型坦克都被除役。領主坦克被留在了本土，並可能在退役之前作為訓練坦克繼續使用。但是在1941年6月22日，德國發動以巴巴羅薩為代號的侵蘇戰爭。蘇聯也因此成爲了英國的盟友。同時，在1941年3月開始的本是為英國和中華民國提供防御性裝備的租借法案也開始適用於蘇聯。因此作為租借项目的一部份，英國政府開始為蘇聯提供物资裝備，在1942年早期提供的裝備中，就包括了20輛領主坦克和一些瓦倫丁坦克和瑪蒂爾達I步兵坦克。當時蘇聯裝備的輕型坦克數量比英國多得多，因此使用領主坦克並沒有什麽問題。不過在它們抵達蘇聯后，卻發現其冷卻系統在寒冷的環境下也會出毛病。另外，寒冷的環境對於其履帶和懸掛也有不利影響。在蘇聯對其進行進一步測試后，發現還有一個問題就是裝甲薄弱，而且沒有解決辦法，因為添加額外的裝甲板會讓坦克的速度下降到无法容忍的地步。但同時，蘇聯人也發現其操縱性、速度，以及使用低質量燃油時的性能都遠遠超越同時期的蘇聯設計方案。儘管存在一些瑕疵，蘇聯當局還是認為它可以媲美當時蘇軍中使用的T-70坦克，並且能夠投入到實戰中。一些領主坦克被送到坦克訓練學校，在後來又投入戰鬥。1943年9月，兩輛領主坦克被编入第五近衞坦克旅的第一三二坦克獨立營，但是其中一輛在9月30日被毀，另外一輛則在10月2日因炮擊被毁。還有一些坦克被用於宣傳目的，出現在蘇軍在高加索地區作戰的照片中。

### 馬達加斯加戰役

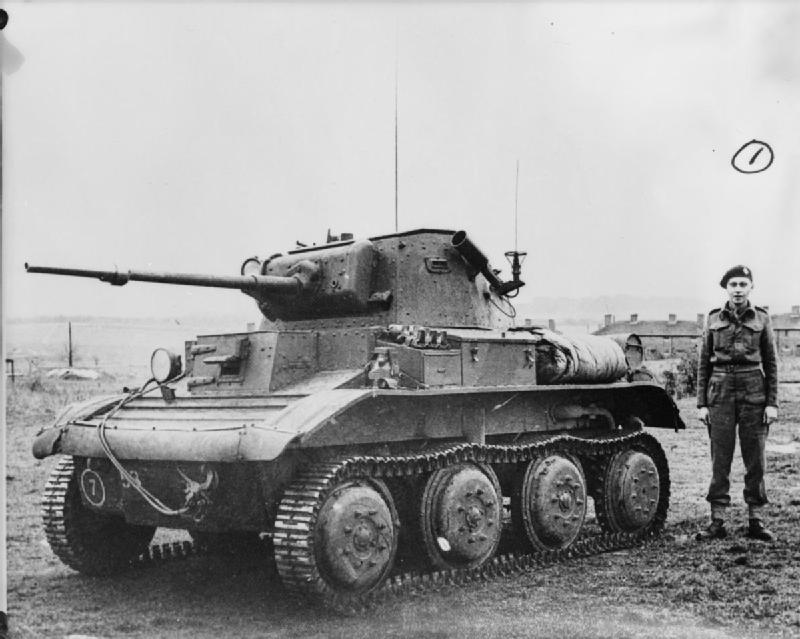
裝有利特爾約翰（或雅納切克）適配器的領主坦克

1941年中期，英國皇家裝甲兵團新組建了三個特殊的海外作戰連，被稱為'A'，'B'，'C'特殊作戰連（英語：'A', 'B' and 'C' Special Service Squadron）。A連和B連裝備的都是瓦倫丁步兵坦克和Mk.VIc輕型坦克。而C連則裝備了轉手自第一裝甲師第2裝甲旅的12輛領主坦克。1941年7月31日，C連正式組建，并立即接到命令，準備与A、B连一起前往未指明的熱帶氣候環境作戰。以上三個連都被送到蘇格蘭皇家自治市因弗拉裡進行有關軍艦和登陸艇上的登船和離船行動的強化訓練，目的是爲可能的登陸作戰做準備。9月上旬，裝備6輛領主的C連一部作為趕赴西非城市弗裡敦的軍隊的一部份出征。在這一戰爭時期，由於擔心西班牙會倒向納粹德國一邊，該部隊的任務就是一旦此事發生，就前往佔領西班牙一些靠近非洲海岸的島嶼。但這種擔心被證明是毫無根據的，因此這一部隊在1942年3月回到英國与该连仍在訓練中的余部会合。
該連的下一個任務則是參加馬達加斯加戰役。馬達加斯加是世界第三大島，當時由維希法國統治。首相和聯合參謀部的人員均認為要儘快佔領馬達加斯加島，以阻止已經將勢力滲透到印度洋上的日本海軍進入安齊拉納納港。該戰役由羅伯特·G·斯特奇斯少將指揮，第五突擊营、第二十九獨立旅以及第五步兵師的第十七和第十三旅參與了戰鬥。由於曾在两栖登陆条件下進行訓練，第二十九獨立旅成為了此次進攻的主角，配属由B連的6輛瓦倫丁坦克和C連的6輛領主坦克混编成的B特殊作戰連。該連又被分成四個排，一個指揮排由兩輛瓦倫丁坦克和一輛領主坦克組成，另一個則是4輛瓦倫丁，剩下2個排則由剩下的5輛領主坦克組成。進攻部隊在5月4日于馬達加斯加北端海角的西方海上集结，登陸位置靠近安齊拉納納和迭戈蘇亞雷斯灣。登陸計劃要求同時從海角西侧的四片海滩上登陸，這使得英軍可以在推进大約20英里（32）后從後方接近安齊拉納納。儘管當時並不清楚維希法國的防禦力量強弱和將要登陸的海灘的情況，但是軍方相信守軍一定沒有能擊穿瓦倫丁坦克的武器。
登陸從5月5日早上4點30分開始，第五突擊营在信使灣登陸，三個步兵旅和B連在安巴拉拉塔灣登陸。步兵旅及其装甲支援部队的主要目標是佔領安特西納尼和一個鄰近的城鎮。儘管步兵成功登陸，B連卻遇到了問題：領主坦克在其指定登陆点滑落登陸艇后，其履帶陷進了沙子里，这导致这片海岸在此后被封鎖了幾個小時。步兵最後撇下了這些坦克向安特西納尼進發，不過，最後還是有一輛領主坦克和兩輛瓦倫丁坦克被派去提供支援，它们在安娜瑪琪亞附近跟上了先头部隊。进攻部隊在這裡第一次與法軍遭遇，法軍的防禦包括偽裝過的戰壕和沿山脊挖的碉堡。這些坦克試圖要突破它們，但是路面坑坑窪窪使行駛變得困難，令它們沒法靠近碉堡和戰壕。儘管它們通過機槍和2磅炮与一些目標进行了交火，但防線是在當天晚些時候由步兵突擊攻破的。這些坦克之後奉命向島嶼中心行進從而包抄敵人。很快，又有兩輛領主坦克從沙灘上开来并加入了進攻隊列。这支小部队最後來到了維希法國的主要防線前。這一防線是一戰前完成的，包括了偽裝碉堡、機槍掩體和掩体内的75mm火炮——儘管这些火炮并非專門設計用於反坦克的武器，但它們還是能够擊穿領主坦克和瓦倫丁坦克的裝甲。有兩輛瓦倫丁坦克行駛在最前方，但被火炮擊毀，另兩輛緊隨其後的領主坦克也遭受了同樣的命運。還有一輛領主坦克撤退，以向部隊報告法國守軍的情況。在撤退的路上，它還用機槍解決了敵軍的一列摩托車隊和一輛卡車。
這輛領主坦克的車長在完成了報告后，又受命率剛到的四輛瓦倫丁坦克和兩輛領主坦克再一次尝试突破法軍的防線。這些坦克沿着通往防線的公路行驶，然后試圖藉助山丘作掩護、從右翼突破防線。然而，法軍的火炮旋轉以後仍然可以攻擊它們，因而造成一輛瓦倫丁坦克和一輛領主坦克被擊毀。剩下的坦克在與敵方火炮交火了數輪后撤退。最後，第二十九旅在皇家海軍陸戰隊登陆袭击的協助下攻破了防線。B連剩下的兩輛瓦倫丁坦克和三辆領主坦克留在陣地中进行防御。但是在5月6日下午，另一輛瓦倫丁坦克因受到炮擊而被毀。該連沒有參與此后的作戰，因為維希法國當局經談判后在第二天正式投降，不过法軍到11月下旬仍然一直以游击的方式繼續与英国占领部队作战。是役C連損失慘重。截至5月7日，12輛坦克中只有1輛瓦倫丁坦克和3輛領主坦克還能使用，全连一共有7人陣亡，6人受傷。该连之後留在了馬達加斯加，直到1943年初期被運到印度，作為29旅的一部份參加了緬甸戰役。

### 湯加行动[註 2]
因為缺乏足夠的装备訓練设施，當英國空降部隊于1940年年中成立時，陸軍部只能為500名志願者提供空降部队的訓練。設立適當的培訓設施和购入合適的運輸機的進展緩慢，以致英軍的第一次空降巨像行動都是由重新訓練過的英國突擊隊執行的。直至1942年，才開始有第一空降師等經過專門訓練的空降部队。在1942年1月19日，陸軍部決定為第一空降師编制一支用於支援的輕型坦克部隊。這一部隊被命名為輕型坦克連，將由19輛輕型坦克組成并會獨立展開行動——利用自身的速度優勢捕捉并控制目標，直到它們被其它部隊殲滅。很明顯，将要做出转型的是“C”特殊作戰連，因為它曾被訓練成一支獨立的坦克部隊，更加重要的是，也是唯一一支還在使用領主坦克的部隊；而領主坦克由陸軍部指定為空降坦克。陸軍部在1942年6月24日正式將這支部隊移交給第一空降師，當時，這支部隊配備7輛領主坦克和其他车辆。這支部隊很快開始了訓練，但是在第一空降師名下並沒有待太長時間。1943年中期，該師被派往中東參加西西里島戰役。'C'連由於沒有足夠的滑翔機来運輸領主坦克而留在了英國本土。之後它被移交給1943年4月組建的第六空降師，並在餘下的戰爭中一直呆在此師。它繼續作為空运部隊訓練，且參加了一系列演習以為新任務做準備。演習內容包括偵察敵人位置與反擊敵軍的步兵和裝甲車。

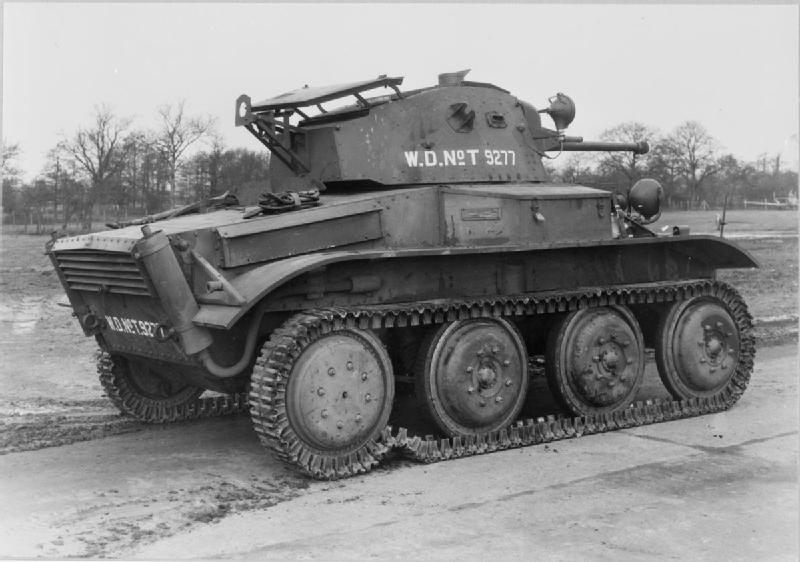
從側後方向看領主輕型坦克

1943年12月14日，陸軍部決定將該連擴編為一個裝備輕型坦克和常规偵查車的團。1944年4月1日，它被重新命名為第六空降裝甲偵察團。該團由一個指揮連、一個輕型坦克連和一個偵察連組成。僅兩輛領主 I CS坦克隸屬於指揮連，但是被稱作“A”连的輕型坦克連收編了多數領主坦克。A連擁有大約19輛領主坦克，并將它們分為了6個排，其中兩個裝備領主 I CS，剩下四個則主要裝備在2磅炮上加裝了利特爾約翰適配器的領主坦克。1944年5月24日，在參加了一系列演習和调动后，A連從訓練地被送到塔蘭特拉什頓機場的中轉營地；該團的其餘部份則在第二天抵達布萊茲諾頓皇家空軍基地。該團將會從這兩個機場出發參加諾曼第登陸戰的一部份——湯加行动。行动开始于6月5日夜間，第六空降師被部署到諾曼第東部，其任務一是保護盟軍登陸部隊的东翼；二是佔領卡昂東面一些具有重要戰略意義的地區，以及迪沃河和卡昂運河上的一些橋樑；三是摧毀一个海岸炮兵连。但因為缺乏足夠的運輸機，無法一次同时運輸该师的三個旅；有一個旅只能通過白天的第二波空運抵達。蓋爾少將最初曾打算由第六空降裝甲偵察團隸屬的第六機降旅首先著陸。然而航拍顯示，该旅選定的著陸區域卻被豎起了用以阻止滑翔機著陸的桿。因此，他決定讓不需要藉助滑翔機著陸的第三傘兵旅和第五傘兵旅率先著陸并清理着陆场，使第六機降旅能夠在之後著陸。

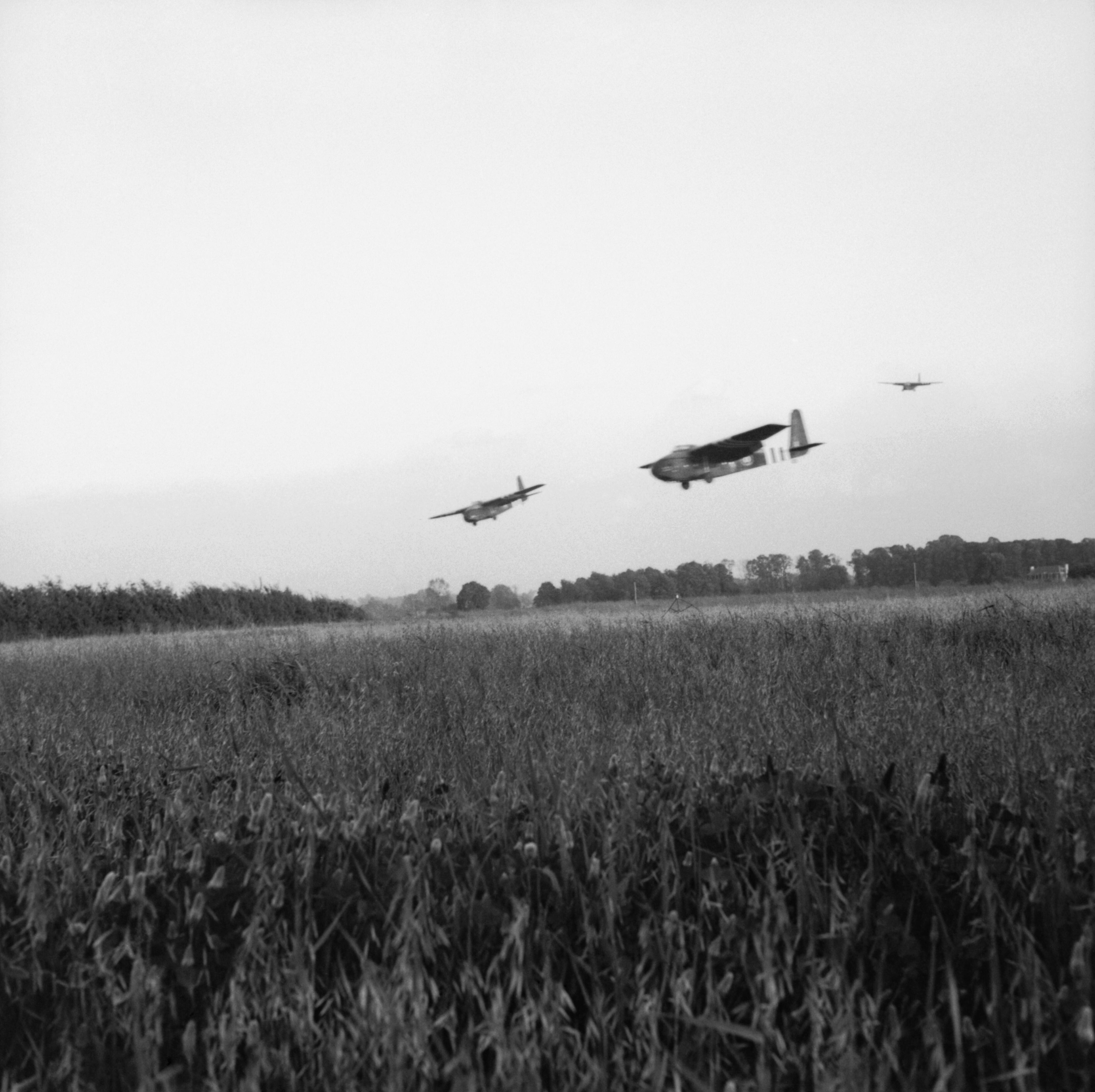
第六機降旅的GAH滑翔機到達預定地點，攝於1944年6月6日

该旅的霍沙支援機和GAL.49哈米卡爾滑翔機在6月6日晚21點降落在由第五傘兵旅清理完畢的着陆區域。該旅的主要任務是為前方部隊提供援助和補給，并協助之前兩個伞兵旅防守控制的區域。第六空降裝甲偵察團被派去協助实现后一个目标，作為偵察部隊去摸清德軍的部署情況，並击退德军的反擊。A連的領主坦克因為其速度優勢而扮演了偵察部隊的核心角色，但是該連的20輛坦克在降落時遭受了嚴重損失。在机队着陆前，一輛領主坦克因為在半空中不慎从其固定装置中滑脱并撞上了其滑翔機的機頭，導致了它和滑翔機一起從半空中坠海。之後，又有兩架滑翔機在著陸區域相撞，導致了两架飞机和搭載的領主坦克一齊被毀。還有另一架正在卸載的滑翔機撞上了一輛領主坦克，并將其掀翻。雖然乘員平安無事，但是坦克卻無法再繼續戰鬥。倖存下來的領主坦克也临时出了一阵問題——因懸掛被降落傘的繩索卡住導致無法移動，迫使乘員下車用焊槍將它們切斷。
隨後，該連集中了所有倖存下來的領主坦克并推進到着陆區域的南面，與偵察團的其餘部隊會合。在那裡，它們受命去支援布瓦博文特區域的第八傘兵營并執行偵察任務。與該營取得联络后，A連開始進行偵察並與遭遇到的德軍裝甲部队和步兵交戰。截至6月7日晚間，有兩輛領主坦克被敵軍擊毀，其中一輛毀於德軍的自行火炮攻擊，另一輛則是因為碰到了地雷。隨後空降師收到了其它於海灘登陸並開始穿越諾曼第的英國軍隊的支援，而A連則继续執行偵察任務。此時，蓋爾少將決定盡可能避免讓領主坦克與德軍的裝甲部队遭遇，因為前者與後者的四号坦克、三號突擊炮等坦克和自行火炮完全不能同日而語。因而在空降師需要裝甲支援時，會從其它部隊裡抽調兵力。領主則僅僅用來支援步兵巡逻并提供火力支援。到了該師突破諾曼第橋頭堡的8月時，A連的大多數領主都被替換成了克倫威爾快速巡航坦克，只有3輛領主坦克留在了A连指揮排。

### 戰後

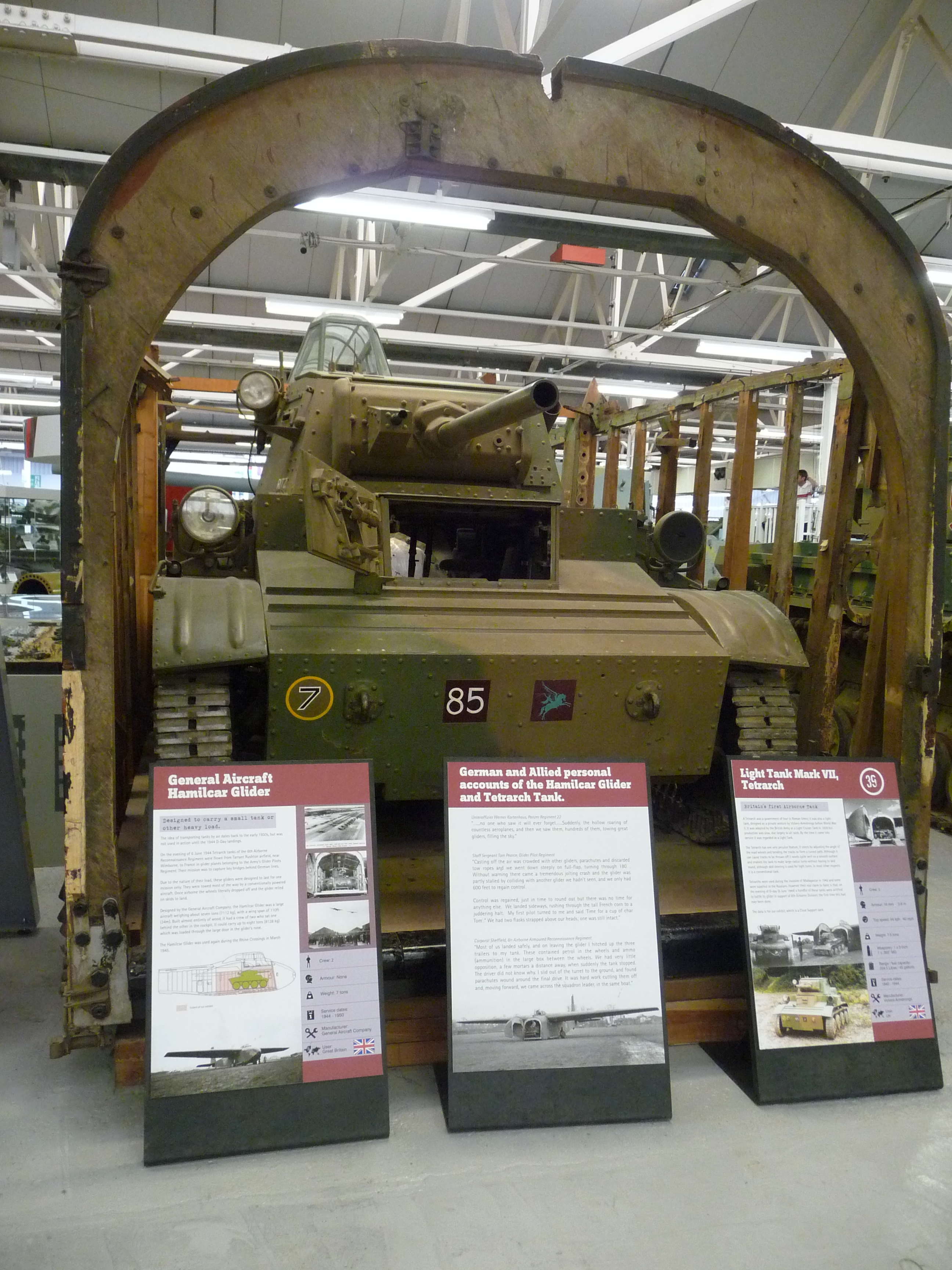
現存的領主坦克

湯加行动是領主坦克參與的最後一場實戰。1944年10月的第一個星期，第六空降師空降偵查團開始彻底重組，所有的領主坦克从此都退役了。它們被一款專門設計用於空降的美製坦克——M22蝗蟲式輕型坦克——所替代。之後，該團在瓦西蒂戰役期間跨越萊茵河的空降作戰中使用了8輛蝗蟲坦克。陸軍部在1946年1月發佈的一份報告中稱，領主坦克被認為已經過時，而战后所有空降部隊裝備的輕型坦克都将是全新設計的型号。但仍然有一小部份领主坦克在第3王屬輕騎兵團中服役到1949年；還有一个排的領主坦克被保留，用於皇家空軍費爾福德基地滑翔機團的訓練。然而，在1950年該團的滑翔機訓練停止后，這些領主坦克也隨之退役。

## 衍生型號

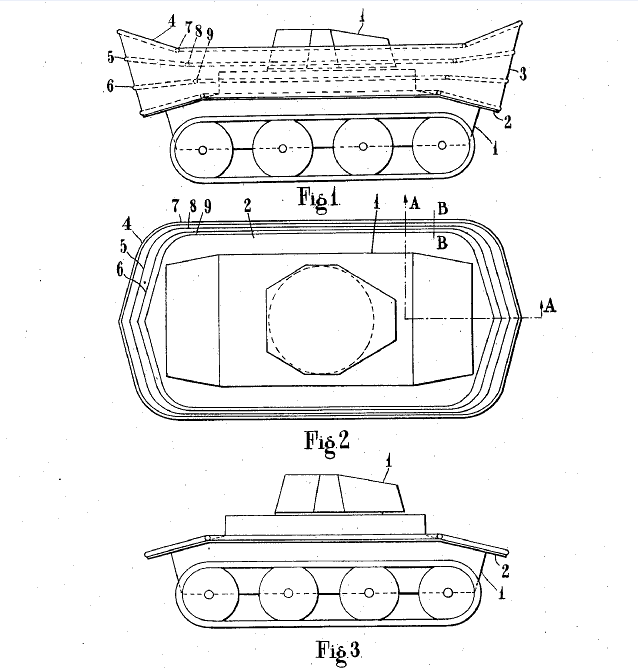
在領主坦克上安裝浮幕的設計圖 ，發佈於1945年

領主坦克擁有幾種衍生型號。第一種是Mk.VIII輕型坦克—— 維克斯公司曾計劃的領主坦克的繼承型号。Mk.VIII同時也以羅斯福總統的首席外交顧問哈里·霍普金斯命名，並被陸軍部授予編號A25。與領主坦克相比，Mk.VIII在很多方面都有提高。首先，它的裝甲更厚，前裝甲和炮塔裝甲厚度增加到了38（1.5英寸），側面裝甲厚度也增加到了17（0.67英寸），並且傾斜角度更大，这有助于弹开射向该坦克的弹丸。Mk.VIII的尺寸也有改變。其長度增加了6英寸（0.15），寬度增加了1英尺3英寸（0.38）。由於重量超出了GAL.49哈米卡爾滑翔機的承載能力，其不再適用於空运。Mk.VIII仍然安裝了一台领主的12缸引擎，但是因為重量增加，因而最大速度下降到30英里每小時（48每小時）。它在武裝方面則照搬了領主坦克的設計。1941年4月，陸軍部在批准生產3輛原型車。這種設計被認為十分成功，所以陸軍部坦克局在9月訂購了1000輛。然而，在進一步的測試中卻發現了原型車的一些問題。一份發佈於1942年12月的報告稱，因為研發上的問題，Mk.VIII的生產被推遲。這些問題一直持續到1943年，陸軍部才決定再次將這批坦克投入實戰。在1945年生產結束時，只有大約100輛Mk.VIII坦克被製成。
其第二種衍生型號是領主複式驅動坦克。複式驅動系統是由尼古拉斯·施特劳斯勒發明的，這種設計能讓坦克“游”過水面并參加兩栖作戰。它通過在坦克的履帶上方安裝一塊由防水帆布幕構成、由36根充氣管和鋼支柱支撐的浮面，從而讓坦克能夠浮在水面上。之後，坦克由一台被其引擎驱动的小型螺旋槳推进。當坦克上岸后，可以使用少量炸藥將帆布幕炸燬。該系統在1941年6月安裝在領主坦克上，因為它是當時所有可用坦克中最輕的。這種經改裝后的坦克在一些水庫和湖泊中的測試都成功了，這使得實驗可以在一些更重的坦克（比如瓦倫丁坦克）上進行。該系統之後在霸王行動中使用，它使得M4雪曼中型坦克能夠在海灘上登陸。

## 腳註/來源
1. 1 2 3 4 5 6 7 8  Tanks: An Illustrated History of Their Impact. ABC-CLIO, pp. 148–150
2. 1 2 3 4 5 6  Flint, p. 12
3. ↑  White BT British Tanks 1915-1945 Ian Allen p41
4. ↑  "Huge Gliders Spill Tanks Behind Enemy Lines'" （页面存档备份，存于） Popular Mechanics, December 1944, p.17. 註-- 文章有兩個錯誤。第一個是它把領主誤當做了美製M22蝗蟲坦克，其次，這架滑翔機在湯加戰役中並沒有搭載坦克。
5. 1 2 3 4 5 6  Bishop, p. 24
6. 1 2 3  Flint, p. 9
7. 1 2 3  Tucker, p. 89
8. 1 2 3  Flint, p. 11
9. 1 2 3  Chamberlain & Ellis, p. 26.
10. 1 2  Flint, p. 10
11. 1 2  Foss & McKenzie, pp. 95-97
12. ↑  Tucker, pp. 89–90
13. 1 2 3 4  Tucker, p. 90
14. ↑  David Porter著 卡米柚子譯. . TW: 楓書坊. : p45–47. ISBN 978-986-6326-28-8 （中文（繁體））.
15. ↑  Fletcher, Part 1, p. 42
16. 1 2  Flint, p. 16
17. 1 2 3 4 5 6  Flint, p. 13
18. ↑  Otway, p, 21
19. 1 2  Flint, p. 15
20. ↑  Flint, pp. 15–16
21. ↑  Flint, p. 86
22. 1 2 3  Flint, p. 14
23. 1 2  Flint, p. 82
24. ↑  Flint, p. 83
25. ↑  Flint, pp.14–15
26. ↑  Fitzsimons, p.1753
27. ↑  Flint, pp. 63–64
28. ↑  Flint, p. 63
29. ↑  Flint, pp. 64–65
30. ↑  Flint, p.65
31. 1 2  Flint, p. 66
32. ↑  Flint, p. 67
33. 1 2  Flint, p. 68
34. ↑  Flint, pp. 68–69
35. ↑  Flint, p. 70
36. ↑  Flint, p. 71
37. ↑  Flint, pp. 71–72
38. ↑  Otway, p. 30
39. ↑  Otway, p. 63
40. ↑  Flint, pp. 75–76
41. ↑  Flint, p. 77
42. ↑  Flint, p. 80
43. ↑  Flint, pp. 83–84
44. ↑  Flint, p. 84
45. ↑  Flint, p. 88
46. ↑  Flint, p. 96
47. ↑  Harclerode, p. 307
48. ↑  Flint, p. 97
49. ↑  Buckingham, p. 226
50. ↑  Flint, p. 98
51. 1 2 3  Buckingham, p. 227
52. ↑  Flint, p. 115
53. 1 2  Fletcher, Part 2, p. 98
54. ↑  Flint, pp. 119–120
55. ↑  Doherty, p. 28
56. ↑  Flint, pp. 122–123
57. ↑  Flint, p. 125
58. 1 2  Flint, p. 138
59. ↑  Flint, p. 192
60. ↑  Flint, p. 193
61. 1 2  Flint, p. 18
62. ↑  Flint, p. 19